# Bahnhof Hochhausen
Der Bahnhof Hochhausen, heute nur noch ein Haltepunkt, ist eine Betriebsstelle der Bahnstrecke Lauda–Wertheim. Er liegt auf der Gemarkung des Tauberbischofsheimer Stadtteils Hochhausen, im Main-Tauber-Kreis, im Nordosten Baden-Württembergs.
Zur Unterscheidung vom Haltepunkt Hochhausen (Neckar) an der Bahnstrecke Neckargemünd–Bad Friedrichshall trug die Station zwischenzeitlich den Namen Hochhausen (Tauber). In den Fahrplanmedien der Deutschen Bahn wird sie bis heute so geführt.

## Geschichte
Die Großherzoglich Badischen Staatseisenbahnen nahmen den Bahnhof am 19. Oktober 1867 als vorläufigen Endpunkt der aus Lauda kommenden Strecke in Betrieb. Zur Eröffnung war das Empfangsgebäude noch nicht fertig gestellt, sodass ein hölzernes Provisorium, welches aus Heidelberg stammte, errichtet werden musste. Im September 1867 war die erste Güterhalle und 1869 das bis heute erhaltene Empfangsgebäude fertig. Der Bahnhof verfügte über zwei Hauptgleise, ein Nebengleis (Gleis 3) als Güterschuppengleis, und ein Freiladegleis mit Kopframpe am Ende (Gleis 4). Da er temporär als Endbahnhof diente, wurden dort ein Lokomotivschuppen, zwei Wagenremisen und ein Wasserturm errichtet. Mit der Eröffnung des Streckenabschnittes Hochhausen–Wertheim am 15. Oktober 1868 wurde er zum Zwischenbahnhof.
1977 ging der Bahnhof verwaltungsmäßig an den Bahnhof Lauda und wurde personalmäßig zusammen mit dem Bahnhof Gamburg als eine Arbeitsstelle behandelt. Im Mai 1999 wurde der Fahrkartenverkauf im Bahnhof eingestellt und dafür ein Automat im Wartehäuschen auf dem Bahnsteig aufgestellt. Im Spätsommer 2003 wurde im Zuge einer Streckensanierung der Bahnhof zum eingleisigen unbesetzten Haltepunkt zurückgebaut. Die übrigen Gleise, Weichen und Signale wurden abgebaut. Der Bahnübergang wurde auf Zugsteuerung umgerüstet und der letzte Mitarbeiter abgezogen. Das Stationsgebäude wurde an das örtliche Lagerhaus Geier verkauft.
Im Mai 2021 wurde der Bahnsteig in der Lage verändert, verlängert und auf 55 cm erhöht. Ferner kamen eine neue Beleuchtung, ein taktiles Leitsystem, ein neues Wartehäuschen, Zugzielanzeiger mit Lautsprecher und ein Fahrradabstellplatz dazu.

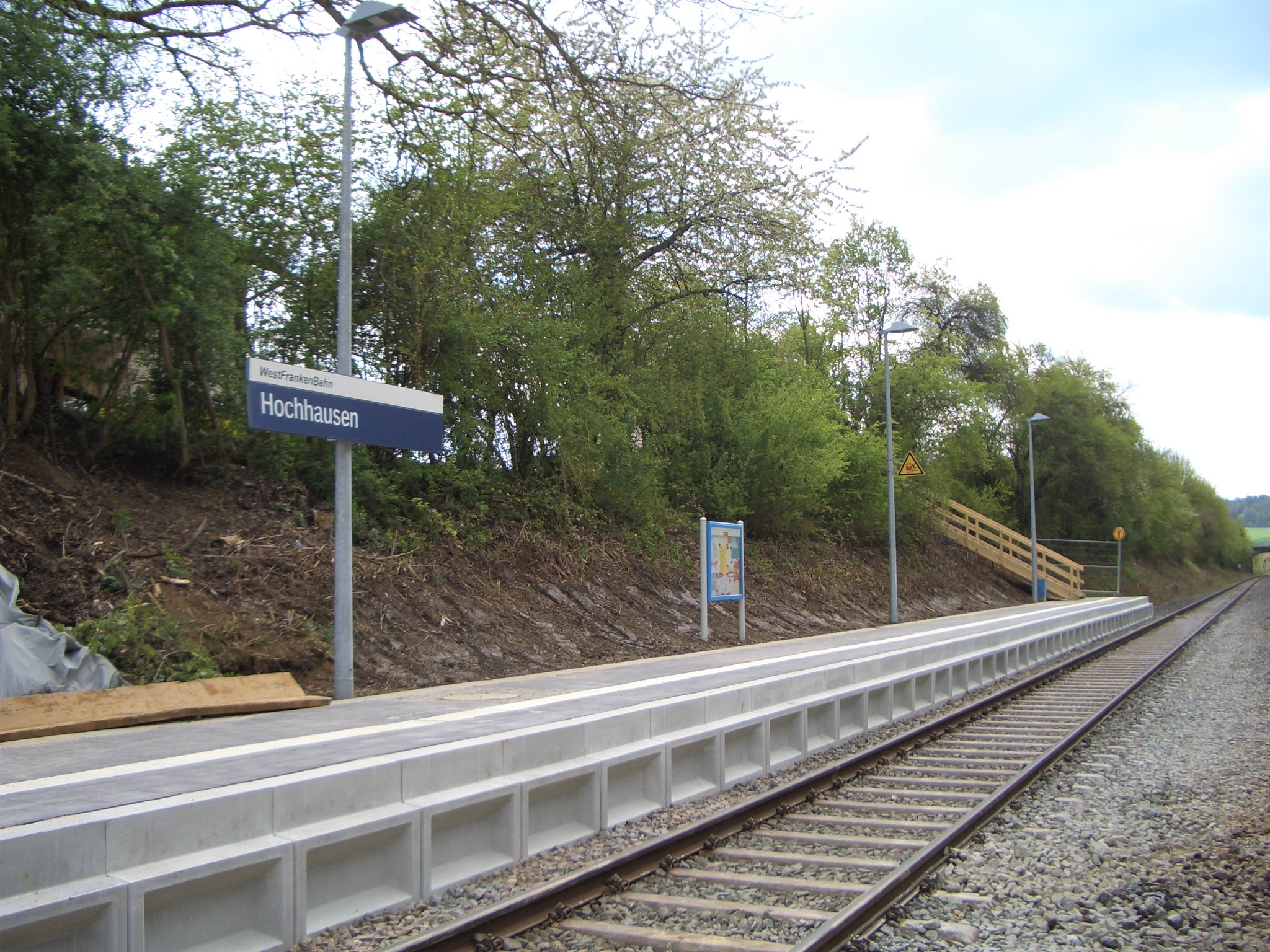
Neuer Bahnsteig (2021)
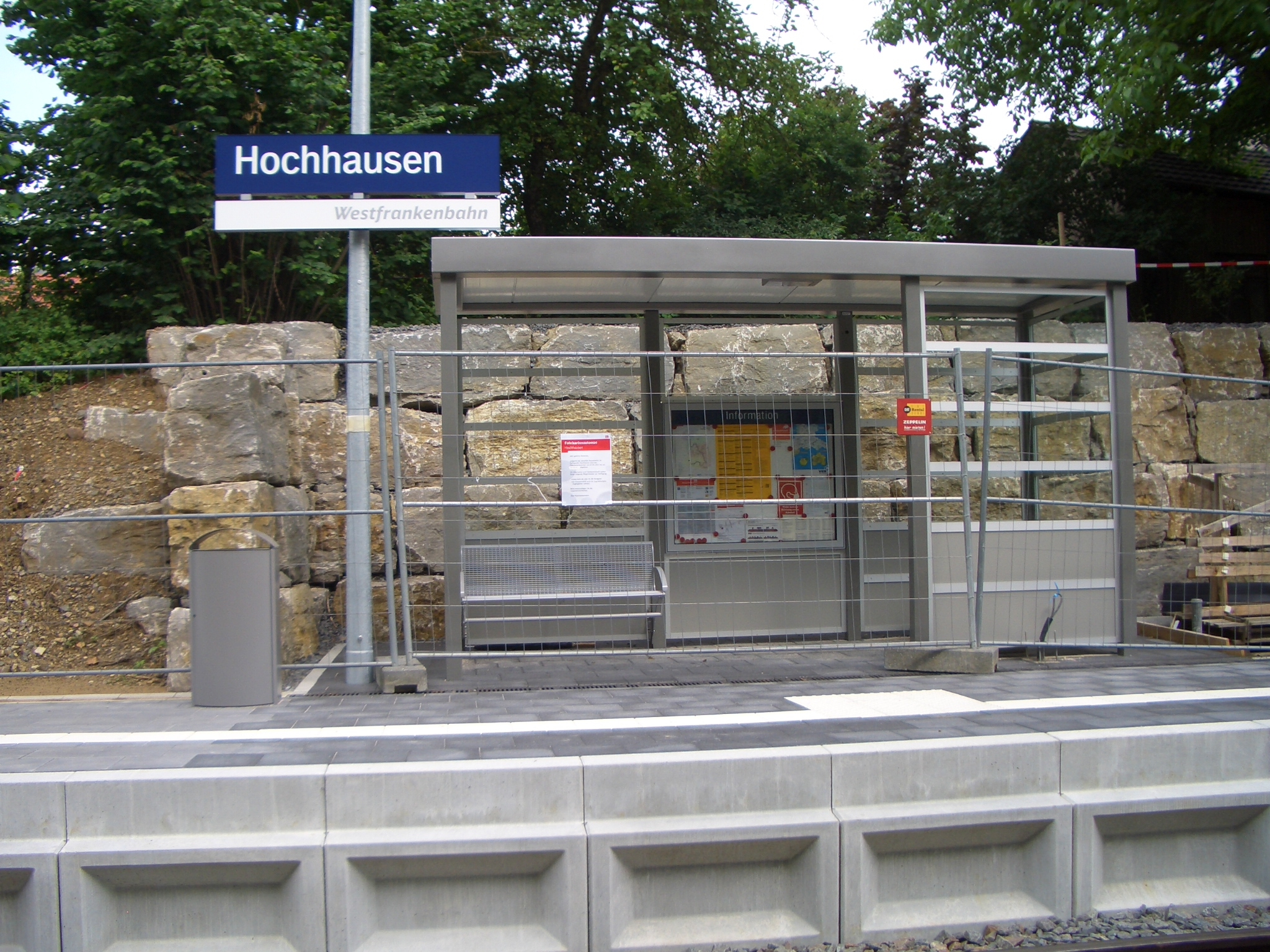
Wartehäuschen auf dem Bahnsteig

## Denkmalschutz
Das ehemalige Empfangsgebäude sowie der Streckenabschnitt bei Hochhausen und die Brücke beim Streckenkilometer 11,433 stehen als Teil der Sachgesamtheit „Badische Taubertalbahn“ unter Denkmalschutz.